# Bathydorididae
Bathydoridoidea, Gnathodoridacea
Infra-ordre
Super-famille
Famille
Les Bathydorididae forment une famille de mollusques de l'ordre des nudibranches. Ce sont les seuls représentants de l'infra-ordre des Gnathodoridacea et de la super-famille des Bathydoridoidea.

## Liste des genres
Selon World Register of Marine Species, prenant pour base la taxinomie de Bouchet & Rocroi (2005), on compte deux genres :
- Bathydoris Bergh, 1884
- Prodoris Baranetz & Minichev, 1995